# Deutscher Brückenbaupreis
Der Deutsche Brückenbaupreis ist ein ideeller (undotierter) Preis, mit dem „herausragende Ingenieurleistungen im Brückenbau der Bundesrepublik Deutschland sowie deren Bedeutung für die Baukultur öffentlich gewürdigt“ werden sollen. Er wird von der Bundesingenieurkammer und dem Verband Beratender Ingenieure (VBI) alle zwei Jahre ausgelobt. Die Preisskulptur wird am Vorabend des Dresdner Brückenbausymposiums für ein fertiggestelltes Brückenbauwerk an einen Ingenieur oder eine Ingenieurin vergeben, dessen/deren geistig schöpferische Leistung herausragenden Anteil am Entstehen hat. Es bestehen zwei Kategorien: Straßen- und Eisenbahnbrücken sowie Fuß- und Radwegebrücken. Der 2006 erstmals vergebene Preis steht unter der Schirmherrschaft des Bundesministeriums für Verkehr, Bau- und Stadtentwicklung, das ihn im Rahmen der Initiative Baukultur unterstützt.

## Preisträger

### 2006

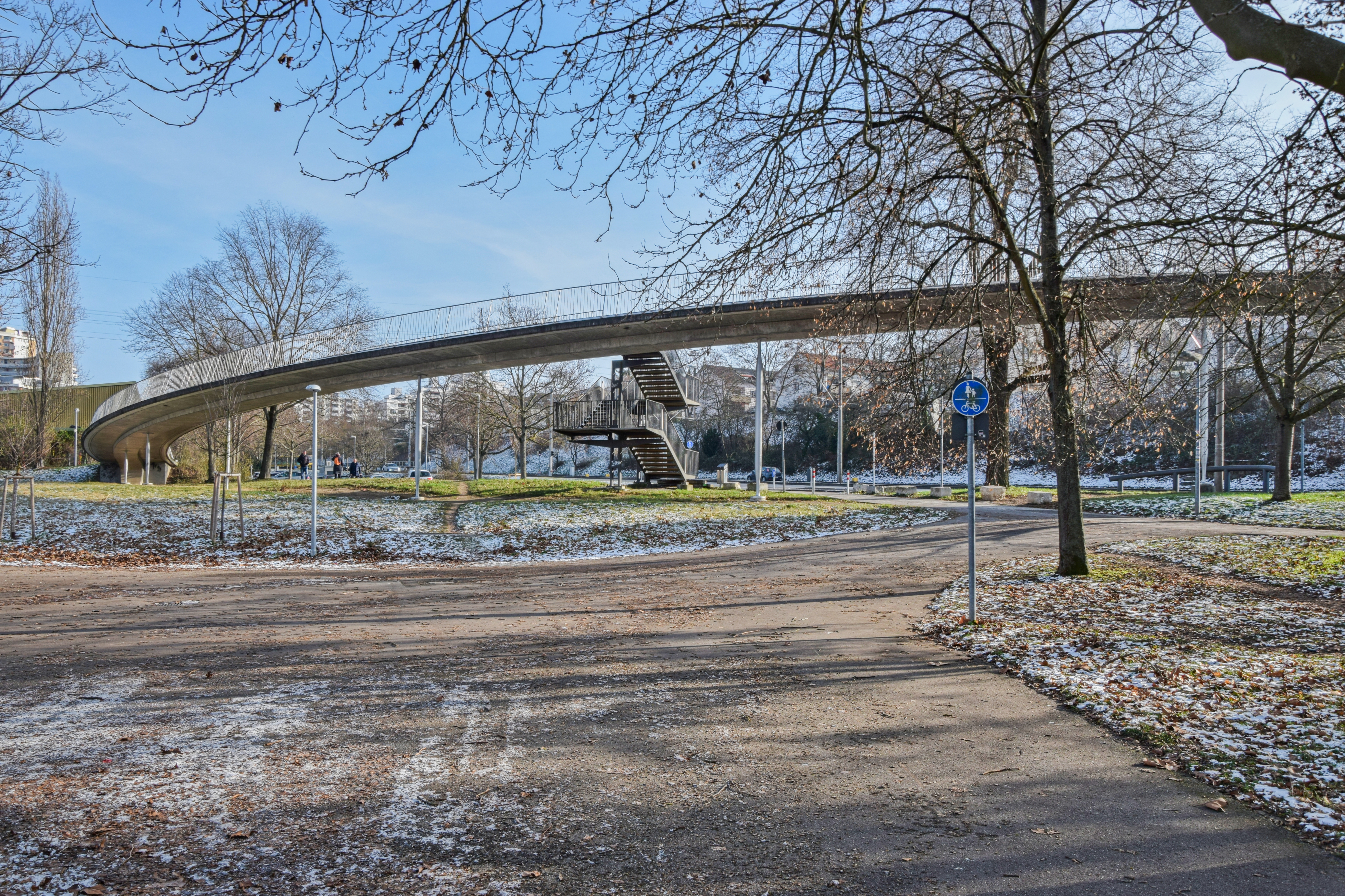
La-Ferté-Steg, Stuttgart

- Kategorie Straßen- und Eisenbahnbrücken: Roland von Wölfel für Talbrücke Wilde Gera, Gehlberg
- Kategorie Fuß- und Radwegbrücken: Matthias Schüller für La-Ferté-Steg, Stuttgart

### 2008
- Schlaich Bergermann Partner mit Gerkan, Marg und Partner für Humboldthafenbrücke am Hauptbahnhof Berlin
- Leonhardt, Andrä und Partner mit Wolfgang Strobl und Dietmar Feichtinger für Dreiländerbrücke zwischen Weil am Rhein und Huningue[2]

### 2010
- Kategorie Straßen- und Eisenbahnbrücken: Leonhardt, Andrä und Partner für Elbebrücke Mühlberg[3]
- Kategorie Fuß- und Radwegbrücken: Schlaich Bergermann Partner für Fußgängerbrücke, Stadthafen Sassnitz
- Auszeichnung in Kategorie Fuß- und Radwegbrücken: Johann Grad und Christian Vogel für Badsteg, Eichstätt

### 2012
- Jury: Jürgen Stritzke, Brit Colditz, Karlheinz Gärtner, Christoph Lemmer, Reinhard Maurer, Joachim Naumann, Walter Streit, Hans Georg Reinke, Holger Svensson
- Scherkondetalbrücke
- Blaue Welle, Flöha

### 2014
- Gänsebachtalbrücke, Buttstädt, Thüringen
- Johann Grad und Dietz für Erba-Steg, Bamberg

### 2016
- Leonhardt, Andrä und Partner für Instandsetzung Kochertalbrücke bei Geislingen
- Donausteg Deggendorf

### 2018
- Kategorie Straßen- und Eisenbahnbrücken: Schlaich Bergermann Partner (Projektleiter: Andreas Keil) für Bleichinselbrücke, Heilbronn
- Kategorie Fuß- und Radwegbrücken: Johann Philipp Jung, Klassikstiftung Weimar, sowie Oliver Hahn vom Ingenieurbüro für Bauwerkserhaltung Weimar (heute: MKP) für Instandsetzung der Schaukelbrücke im Park an der Ilm, Weimar[4]

### 2020
- Kategorie Straßen- und Eisenbahnbrücken: Ingenieurbüro Grassl für Rethe-Klappbrücke, Hamburg
- Kategorie Fuß- und Radwegbrücken: Schlaich Bergermann Partner für Trumpf-Steg, Ditzingen

### 2023

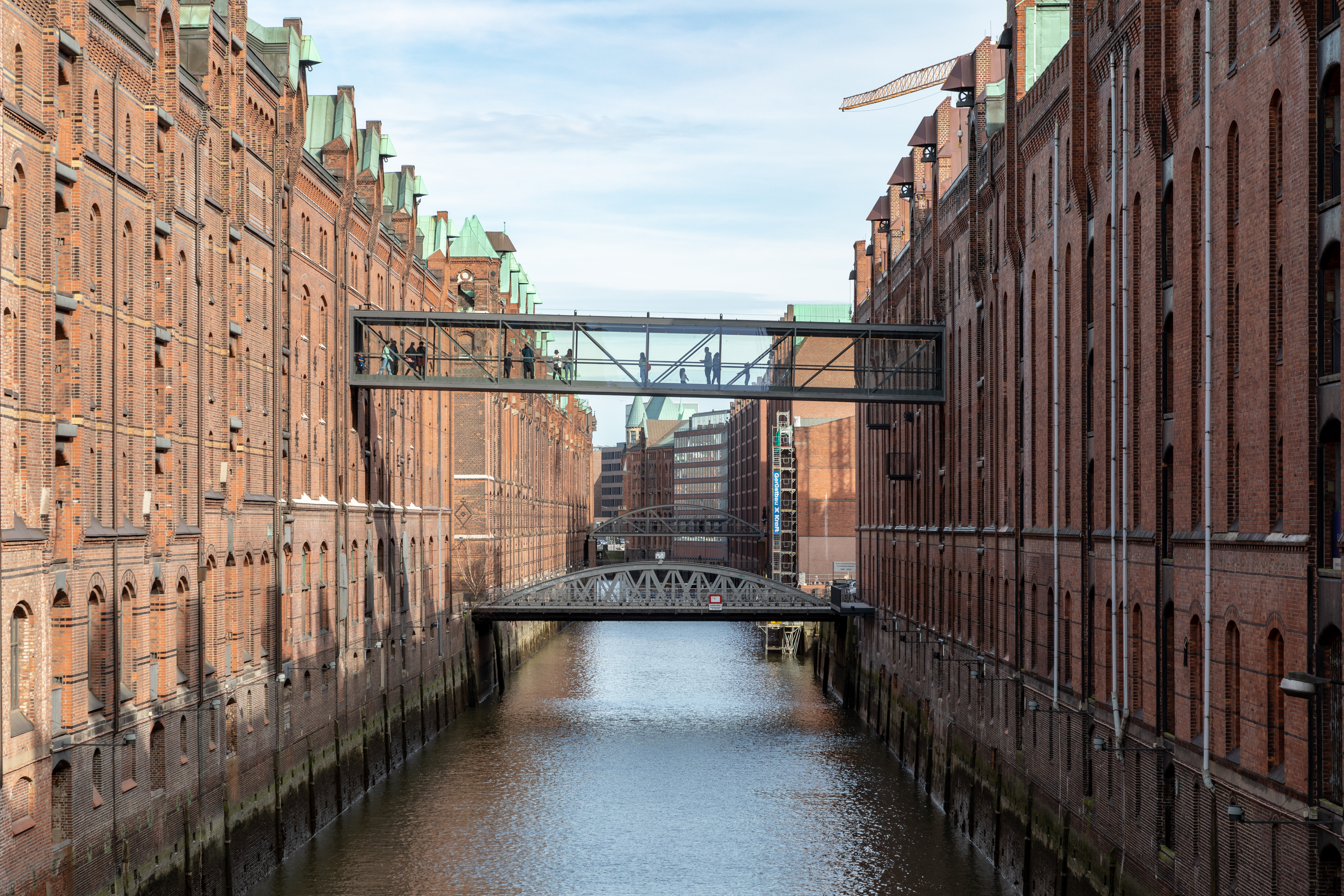
Brücke des Miniatur Wunderlands

- Jury: Annette Bögle, Gero Marzahn, Eberhard Pelke, Ralf Schubart, Anja Vehlow, Gerhard Zehetmaier
- Kategorie Straßen- und Eisenbahnbrücken: Schlaich Bergermann Partner für Stadtbahnbrücke Stuttgart
- Kategorie Fuß- und Radwegbrücken: panta ingenieure für Brücke „Miniatur Wunderland“, Speicherstadt
- Sonderpreis: Pilotbrücke Stokkumer Straße bei Emmerich am Rhein

### 2025
- Jury: Gero Marzhan, Anja Vehlow, Andreas Keil, Christine Lemaitre, Yvonne Ciupack, Christian Böttcher und Michael Kraus
- Kategorie Fuß- und Radwegbrücken: Marx Krontal Partner MKP GmbH für Bastionskronenpfad Petersberg, Erfurt
- Kategorie Straßen- und Eisenbahnbrücken: DB Netz AG für Oderbrücke Küstrin
- Sonderpreis Denkmal: DB InfraGO und KREBS+KIEFER Ingenieure GmbH für Chemnitzer Viadukt, Chemnitz
- Sonderpreis Nachhaltigkeit: Mayr Ludescher Partner und DKFS.io für Neue Regenbrücke, Roding[5]